# Comedy Central Presents
A Comedy Central Presents amerikai szórakoztató műsor. Ez volt a csatorna első stand-up comedy-s műsora, és egyben itt tűntek fel olyan híres humoristák, mint a humorista/hasbeszélő Jeff Dunham, Lewis Black vagy Dane Cook.
Nagyon népszerű sorozat volt, 15 évadot élt meg 283 epizóddal. Két DVD is jelent meg belőle. A műsort címéhez híven a Comedy Central sugározza. Magyarországon ez az eredeti műsor nem megy, de van magyar változata A Comedy Central bemutatja címmel amely itthon is népszerű volt. Jelenleg már csak az ismétléseket vetítik, nem készítenek új részeket a produkcióból, hiszen a csatorna 2016-ban új stand-upos műsort indított, Comedy Club  címmel.
A magyar változatban olyan nevek vannak, mint Litkai Gergely, Rekop György, Bruti (Tóth Imre) vagy a Szomszédnéni Produkciós Iroda. Itthon is népszerű szórakoztató produkciónak számít ez a műsor. Amerikában az eredeti változat 1998. december 1-től ment 2011. március 25-ig.